# Université fédérale du Rio Grande do Sul
L'université fédérale du Rio Grande do Sul (Universidade Federal do Rio Grande do Sul ou UFRGS) est une  université fédérale publique brésilienne située principalement à Porto Alegre, capitale de l'État du Rio Grande do Sul. En 2016, elle est la meilleure université fédérale du Brésil selon le classement réalisé par le ministère de l'Éducation.
Parmi les étudiants notables de l'université, on retrouve notamment les anciens présidents du Brésil Getúlio Vargas, João Goulart et Dilma Roussef.

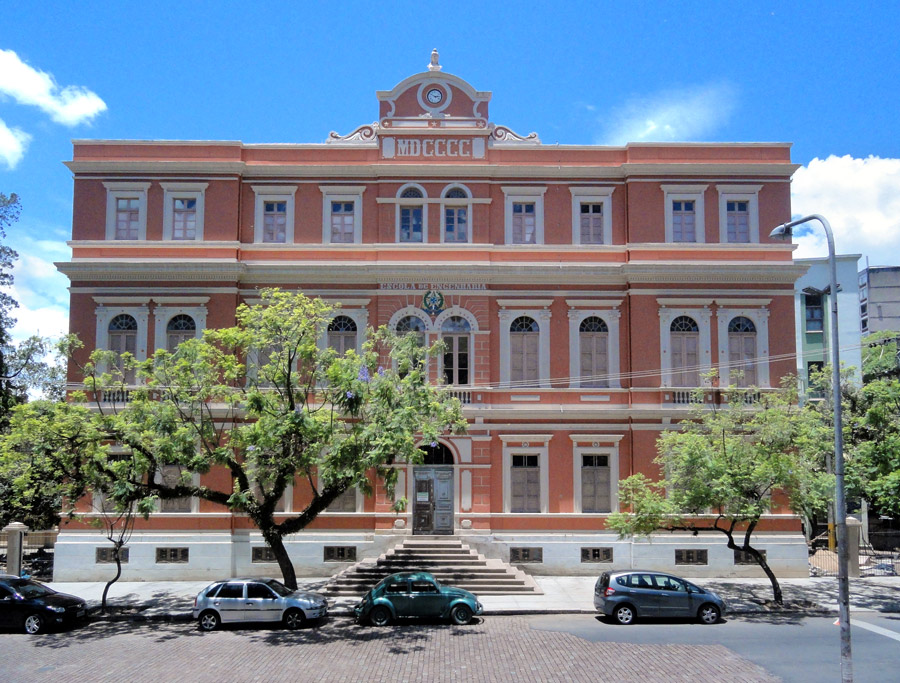
Bâtiment historique de l'École d'ingénieurs (Escola de Engenharia da Universidade Federal do Rio Grande do Sul).

## Historique
L’histoire de l’université fédérale du Rio Grande do Sul (UFRGS) commence en 1895 avec la fondation de l’École de Pharmacie et de Chimie, puis de l’École d’Ingénieurs. C’est ainsi que débuta l’enseignement supérieur dans l’État du Rio Grande do Sul. Toujours au XIXe siècle, sont fondées la faculté de médecine de Porto Alegre ainsi que la faculté de droit, qui marquera en 1900 le commencement de la formation en sciences humaines dans l’état. Ce n’est que le 28 novembre 1934 que fut créée l’université de Porto Alegre, composée au départ de : l’école d'ingénieurs, avec les instituts d’astronomie, d’électrotechnique et de chimie industrielle ; la faculté de médecine, avec les écoles d’odontologie et de pharmacie ; la faculté de droit, avec son école de commerce ; la faculté de sciences agronomiques et de médecine vétérinaire ; la faculté de philosophie, sciences et lettres et l’institut des beaux-arts.

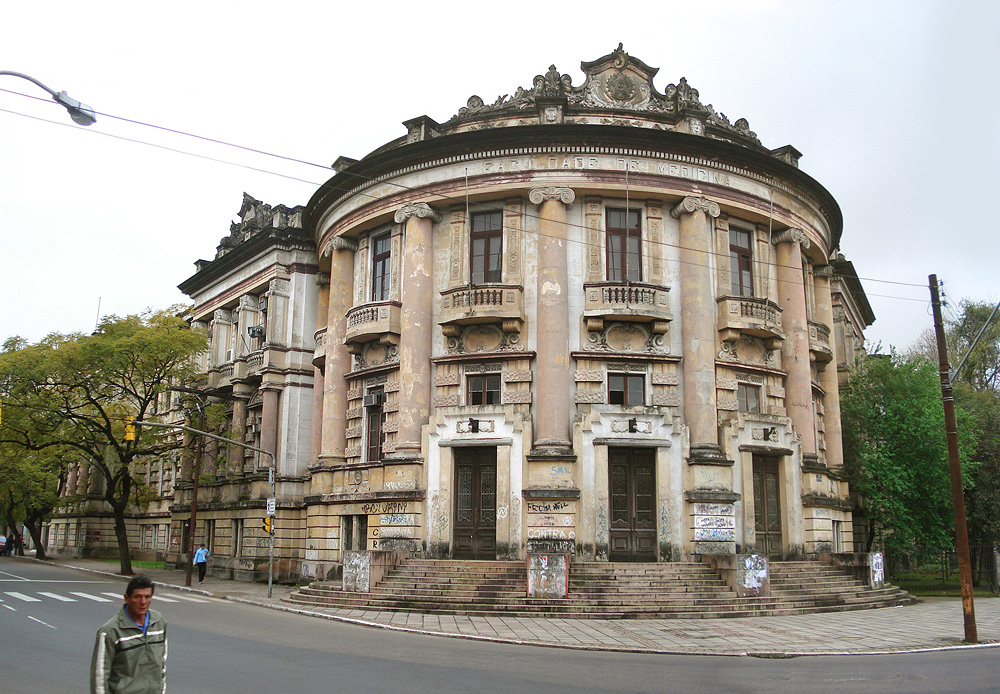
Bâtiment historique de la faculté de médecine.

L’autre grande transformation de cette université a eu lieu en 1947, quand elle a adopté le nom d'université du Rio Grande do Sul (URGS) en incorporant les facultés de droit et d’odontologie de la ville de Pelotas et la faculté de pharmacie de la ville de Santa Maria. Par la suite, ces unités se sont séparées de l’URGS pour devenir l’université de Pelotas et l’université fédérale de Santa Maria. Fédéralisée en décembre 1950, elle intègre la sphère administrative de la Fédération et devient désormais l’UFRGS. Depuis cette date, elle possède l’un des plus gros budgets de l’État du Rio Grande do Sul, le plus grand nombre de publications et la deuxième place en termes de production scientifique parmi les universités fédérales[réf. souhaitée] – lorsque l’on considère le nombre de professeurs.
En 2018, l'UFRGS compte 31 659 étudiants en Graduação (équivalent licence), 6 035 étudiants en Mestrado et 6 182 doctorants.

## Organisation
Sa structure est composée des Organismes d’administration supérieure, du Centre hospitalier universitaire, des Unités universitaires, des Instituts spécialisés et des Centres d’études interdisciplinaires. L’administration supérieure comprend le Conseil universitaire (CONSUN), le Conseil d’enseignement, recherche et activité para-universitaire (CEP), la Chambre de Conseillers (CONCUR) et la présidence de l’université.
L’UFRGS possède également une École technique, chargée de l’enseignement professionnel, ainsi qu’une école publique rattachée à l’université, chargée de l’enseignement obligatoire.

## Personnalités liées à l'université

### Étudiants
- Mariza Corrêa, anthropologue et sociologue
- Ellen Gracie Northfleet, magistrate
- Rosa Weber, magistrate
- Beatriz Buchili, procureure générale du Mozambique.